# Fischenthal
Fischenthal – miejscowość i gmina (Politische Gemeinde) w północnej Szwajcarii, w kantonie Zurych, w okręgu (Bezirk) Hinwil.

## Demografia
W Fischenthalu mieszka 2906 osób. W 2021 roku 15,9% populacji gminy stanowiły osoby urodzone poza Szwajcarią.

## Transport
Przez teren gminy przebiega droga główna nr 15.